# جيف أرنولد
جيف أرنولد (3 سبتمبر 1944 في المملكة المتحدة - ) (بالإنجليزية: Geoff Arnold)‏ هو لاعب كريكت بريطاني. شارك مع منتخب إنجلترا للكريكت. أما مع النوادي، فقد لعب مع نادي مقاطعة سري للكريكت ‏ ونادي مقاطعة ساسكس للكركيت ‏ وFree State (cricket team) ‏.

## وصلات خارجية
- جيف أرنولد على موقع إي آس بي آن كريك إنفو (الإنجليزية)